# Cadu (calciatore 1997)
Cadu, pseudonimo di Carlos Eduardo Lopes Cruz (8 agosto 1997), è un calciatore brasiliano, centrocampista del Ferencváros .

## Caratteristiche tecniche
È un esterno destro.

## Carriera
Cresciuto nel settore giovanile del Bahia, nel 2019 passa all'EC Olimpia con cui gioca due incontri nella seconda serie del Campionato Baiano. Nel 2020 approda in Europa firmando con il Pardubice, con cui debutta il 10 giugno in occasione dell'incontro di seconda divisione vinto 1-0 contro il Dukla Praga.

## Statistiche
Statistiche aggiornate all'8 maggio 2021.

### Presenze e reti nei club
| Stagione        | Squadra         | Campionato      | Campionato | Campionato | Coppe nazionali | Coppe nazionali | Coppe nazionali | Coppe continentali | Coppe continentali | Coppe continentali | Altre coppe | Altre coppe | Altre coppe | Totale | Totale | Totale |
| Stagione        | Squadra         | Comp            | Pres       | Reti       | Comp            | Pres            | Reti            | Comp               | Pres               | Reti               | Comp        | Pres        | Reti        | Pres   | Reti   |        |
| --------------- | --------------- | --------------- | ---------- | ---------- | --------------- | --------------- | --------------- | ------------------ | ------------------ | ------------------ | ----------- | ----------- | ----------- | ------ | ------ | ------ |
| 2019            | EC Olimpia      | SD/BA           | 2          | 0          |                 | -               | -               |                    | -                  | -                  |             | -           | -           | 2      | 0      |        |
| 2019-2020       | Pardubice       | FNL             | 9          | 3          | CRC             | 0               | 0               |                    | -                  | -                  |             | -           | -           | 9      | 3      |        |
| 2020-2021       | Pardubice       | 1L              | 25         | 5          | CRC             | 1               | 0               |                    | -                  | -                  |             | -           | -           | 26     | 5      |        |
| Totale carriera | Totale carriera | Totale carriera | 36         | 8          |                 | 1               | 0               |                    | -                  | -                  |             | -           | -           | 37     | 8      |        |

## Palmarès

### Club

#### Competizioni nazionali
- Fotbalová národní liga: 1

Pardubice: 2019-2020